# Кршинич, Франьо
Франьо Кршинич (хорв. Frano Kršinić, род. 24 июля 1897 г. Лумбарда — ум. 1 января 1982 г. Загреб) —  хорватский и югославский скульптор.

## Жизнь и творчество
Вместе с Иваном Мештровичем и Антуном Августинчичем, Франьо Кршинич относится к трём крупнейшим скульпторам Хорватии XX столетия. Наиболее известной его работой являются статуи Николы Теслы в США, на территории Ниагарского национального парка, и аналогичная ей в Белградском университете, в Сербии (от 1963 года).
Родился Ф.Кршинич в небольшом городке в Далмации, на адриатическом острове Корчула, принадлежавшем Австро-Венгрии, в старинной семье каменотёсов. Первоначально обучался мастерству в местной школе каменотёсов, затем в 1912 году поступает в Скульптурную школу города Горжице в Богемии. После её окончания он с 1916 года учится в пражской Академии изящных искусств в классе таких чешских мастеров, как Йозеф Мысльбек и Ян Штурса. Завершив образование в Праге в 1920, скульптор возвращается на родину. Живёт и работает как свободный художник в Загребе, пока не становится в 1924 году преподавателем скульптуры в загребской Академии изящных искусств. В 1929 году он принял участие в создании группы «Земля».
В 1920-е годы Франьо Кршинич, работая преимущественно в экспрессионистском стиле и находясь в первое время под влиянием творчества Ивана Мештровича, постепенно вырабатывает собственную, элегантную манеру ваяния, часто изображая нагое женское тело (скульптуры Диана, Молодая женщина, срывающая розу, После купания и др.). Стремление к передаче красоты человеческого тела сохранялась у мастера и в последующие десятилетия, в то же время он стремится передать и сложные душевные состояния своих героев (работы Медитация, Мать, кормящая дитя). В 1941 г. создал памятник Анте Старчевичу. В 1943 г. представил 15 своих работ на выставках хорватского искусства в Берлине, Вене и Братиславе.
В 1947 году Ф. Кршиничу присваивается почётное звание заслуженного скульптора Югославии, он возглавляет Союз скульпторов при загребской Академии. В 1948 году он становится действительным членом югославской Академии наук и искусств (хорватское отделение). Был награждён престижной хорватской премией Владимира Назора. Оставил преподавание в Академии искусств в 1967 году, прекратил скульптурное творчество в 1975 году ввиду ухудшившегося состояния здоровья.

## Галерея

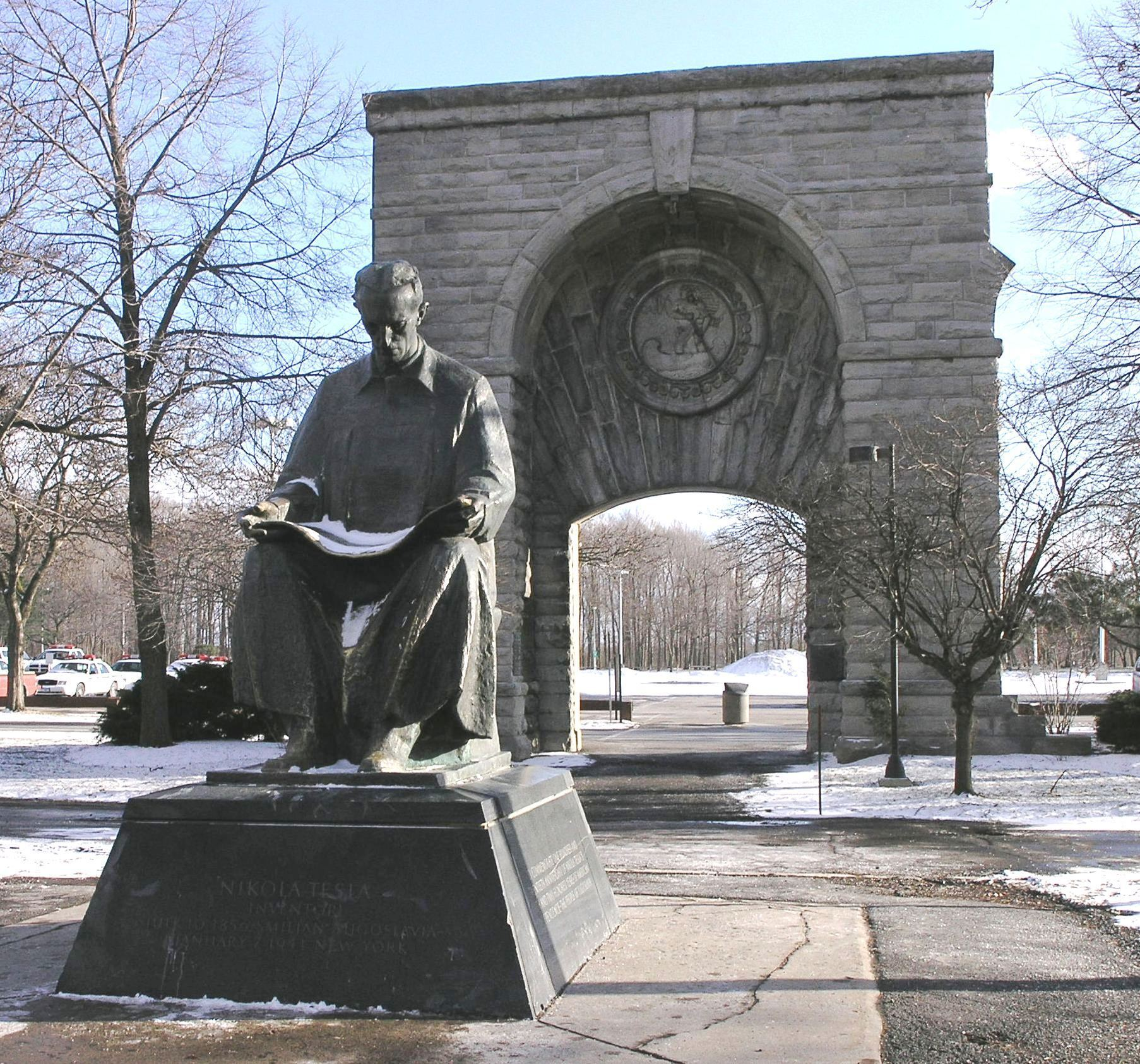
Статуя Н.Теслы в Ниагара-парк, США
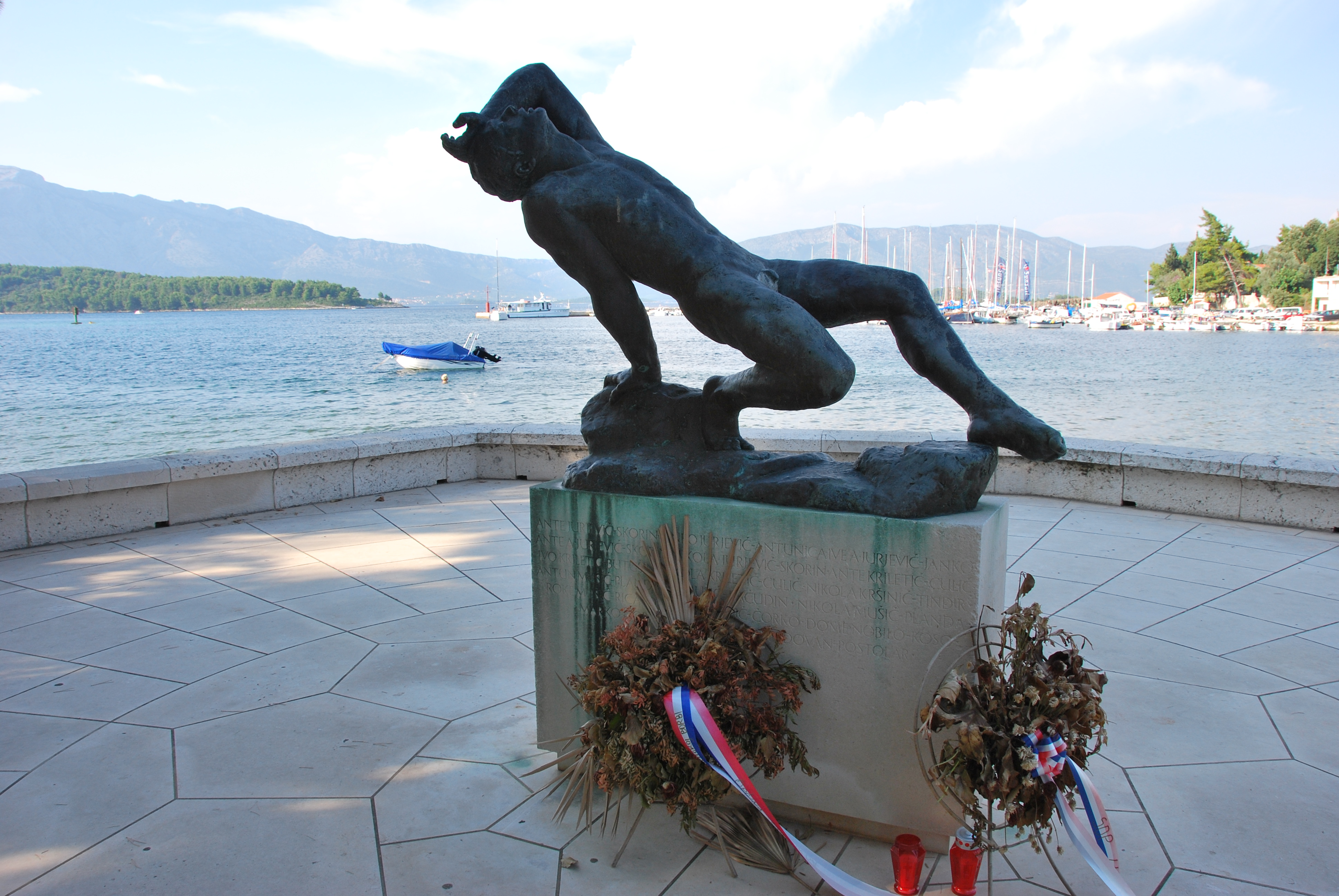
Памятник неизвестным героям (павшим во II мировой войне), в Лумбарде
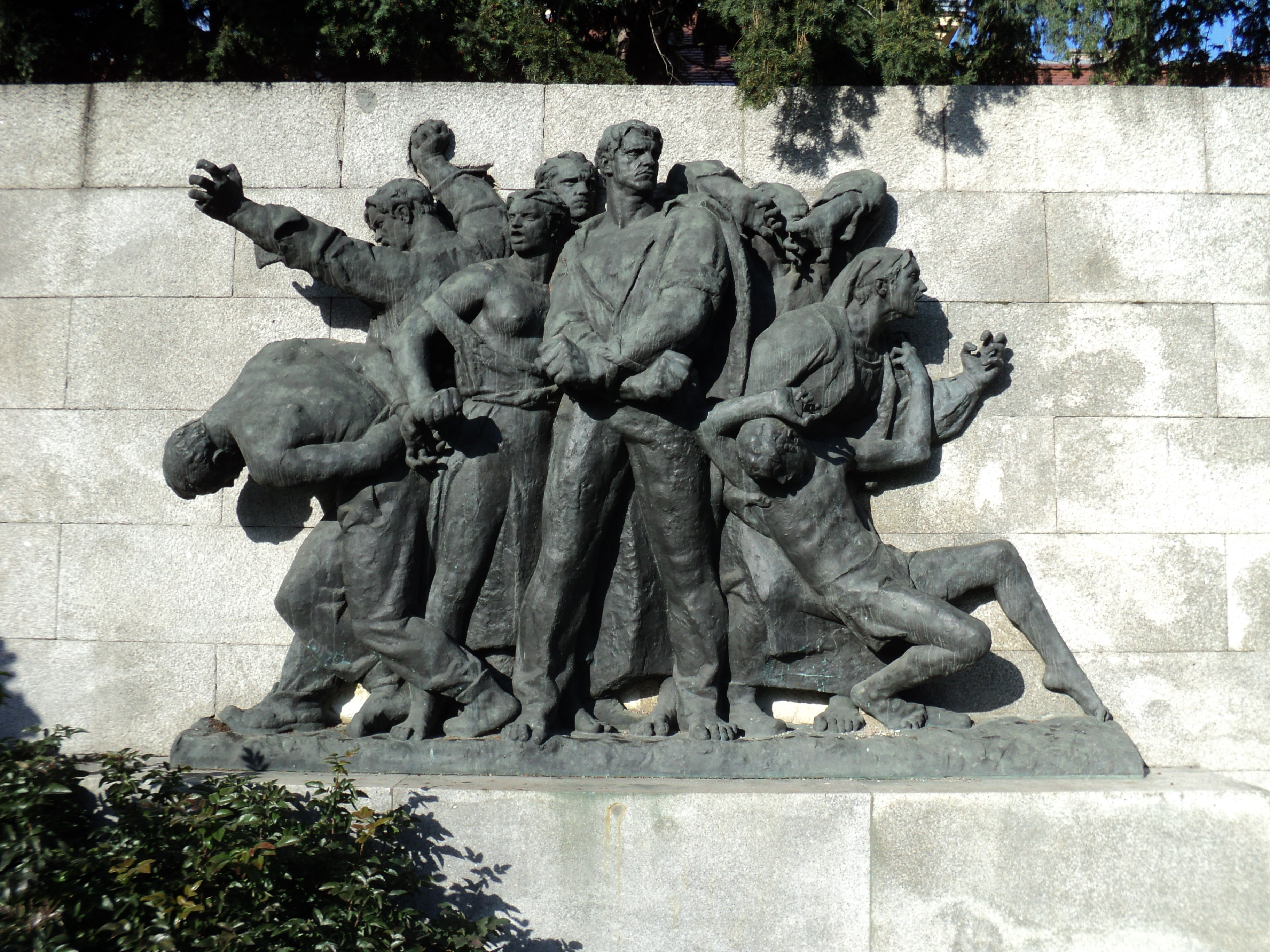
Памятник расстрелянным горожанам в Загребе
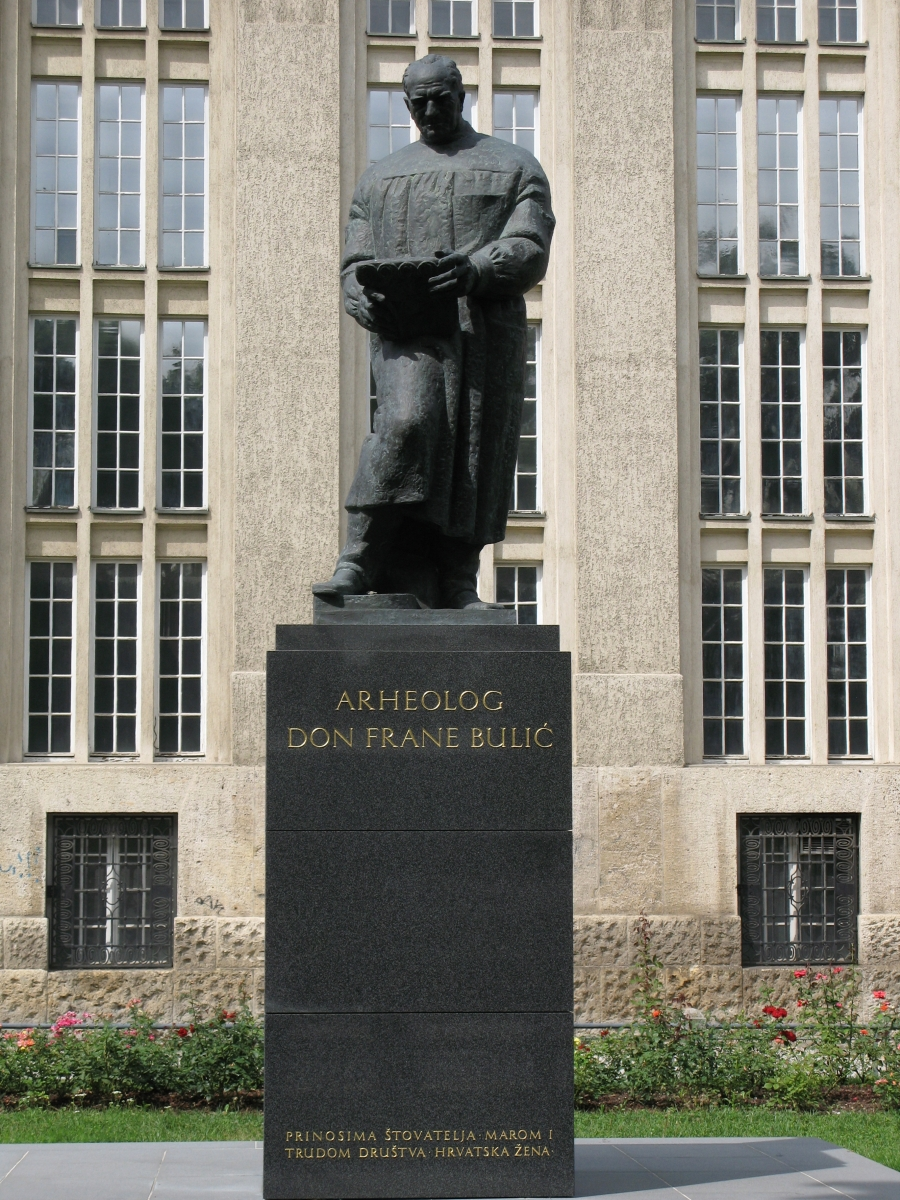
Памятник археологу Дону Франьо Буличу